# Cottus
Cottus este un gen de pești dulcicoli din familia Cottidae, ordinul Scorpaeniformes. 

## Specii
În prezent un număr de 68 de specii sunt recunoscute ca aparținând genului:
- Cottus aleuticus C. H. Gilbert, 1896
- Cottus altaicus Kaschenko, 1899
- Cottus amblystomopsis P. Y. Schmidt, 1904
- Cottus asper J. Richardson, 1836
- Cottus asperrimus Rutter, 1908
- Cottus aturi Freyhof, Kottelat & Nolte, 2005
- Cottus baileyi C. R. Robins, 1961
- Cottus bairdii Girard, 1850
- Cottus beldingii C. H. Eigenmann & R. S. Eigenmann, 1891
- Cottus bendirei T. H. Bean, 1881
- Cottus caeruleomentum Kinziger, Raesly & Neely, 2000
- Cottus carolinae T. N. Gill, 1861
- Cottus chattahoochee Neely, J. D. Williams & Mayden, 2007
- Cottus cognatus J. Richardson, 1836
- Cottus confusus R. M. Bailey & C. E. Bond, 1963
- Cottus czerskii L. S. Berg, 1913
- Cottus duranii Freyhof, Kottelat & Nolte, 2005
- Cottus dzungaricus Kottelat, 2006
- Cottus echinatus R. M. Bailey & C. E. Bond, 1963
- Cottus extensus R. M. Bailey & C. E. Bond, 1963
- Cottus girardi C. R. Robins, 1961
- Cottus gobio Linnaeus, 1758
- Cottus gratzianowi Sideleva, Naseka & Zhidkov, 2015[1]
- Cottus greenei C. H. Gilbert & Culver, 1898
- Cottus gulosus Girard, 1854
- Cottus haemusi Marinov & Dikov, 1986
- Cottus hangiongensis T. Mori, 1930
- Cottus hispaniolensis Băcescu & Băcescu-Mester, 1964
- Cottus hubbsi R. M. Bailey & Dimick, 1949
- Cottus hypselurus C. R. Robins & H. W. Robison, 1985
- Cottus immaculatus Kinziger & R. M. Wood, 2010[2]
- Cottus kanawhae C. R. Robins, 2005
- Cottus kazika D. S. Jordan & Starks, 1904
- Cottus klamathensis C. H. Gilbert, 1898
- Cottus kolymensis Sideleva & A. Goto, 2012 [3]
- Cottus koreanus R. Fujii, Y. Choi & Yabe, 2005
- Cottus koshewnikowi Gratzianov, 1907 [4]
- Cottus kuznetzovi L. S. Berg, 1903
- Cottus leiopomus C. H. Gilbert & Evermann, 1894
- Cottus marginatus T. H. Bean, 1881
- Cottus metae Freyhof, Kottelat & Nolte, 2005
- Cottus microstomus Heckel, 1837
- Cottus nasalis L. S. Berg, 1933
- Cottus nozawae Snyder, 1911
- Cottus paulus J. D. Williams, 2000
- Cottus perifretum Freyhof, Kottelat & Nolte, 2005
- Cottus perplexus C. H. Gilbert & Evermann, 1894
- Cottus petiti Băcescu & Băcescu-Mester, 1964
- Cottus pitensis R. M. Bailey & C. E. Bond, 1963
- Cottus poecilopus Heckel, 1837
- Cottus pollux Günther, 1873
- Cottus princeps C. H. Gilbert, 1898
- Cottus reinii Hilgendorf, 1879
- Cottus rhenanus Freyhof, Kottelat & Nolte, 2005
- Cottus rhotheus R. Smith, 1882
- Cottus ricei E. W. Nelson, 1876
- Cottus rondeleti Freyhof, Kottelat & Nolte, 2005
- Cottus sabaudicus Sideleva, 2009
- Cottus scaturigo Freyhof, Kottelat & Nolte, 2005
- Cottus schitsuumsh M. Lemoine, M. K. Young, McKelvey, L. Eby, Pilgrim & M. K. Schwartz, 2014[5]
- Cottus sibiricus Kessler, 1889
- Cottus specus G. L. Adams & Burr, 2013[6]
- Cottus spinulosus Kessler, 1872
- Cottus szanaga Dybowski, 1869
- Cottus tallapoosae Neely, J. D. Williams & Mayden, 2007
- Cottus tenuis Evermann & Meek, 1898
- Cottus transsilvaniae Freyhof, Kottelat & Nolte, 2005
- Cottus volki Taranetz, 1933

## Specii din România
În apele dulci din România trăiesc 3 specii
- Cottus gobio gobio (L., 1758) - Zglăvoacă
- Cottus poecilopus poecilopus (Heckel, 1836) - Zglăvoacă răsăriteană
- Cottus transsilvaniae Freyhof, Kottelat & Nolte, 2005 - Zglăvoacă transilvăneană